# Lista de bandeiras dos estados do México

## Bandeiras estadais oficiais
| Bandeira | Divisão administrativa | Divisão administrativa  | Descrição |
| -------- | ---------------------- | ----------------------- | --- |
|          | Baja California Sur !  | Baixa Califórnia do Sul | O brasão do estado em um campo branco.                                                                           |
|          | Durango !              | Durango                 | O brasão do estado em um campo branco.                                                                           |
|          | Guanajuato !           | Guanajuato              | O brasão do estado em um campo branco com marco de ouro.                                                         |
|          | Guerrero !             | Guerrero                | O brasão do estado em um campo branco.                                                                           |
|          | Yucatan !              | Iucatã                  | O brasão do estado em duas barras vermelhas e uma branca, dividido em um campo verde com cinco estrelas brancas. |
|          | Jalisco !              | Jalisco                 | Um bicolor vertical de azul e amarelo com o brasão do estado no centro.                                          |
|          | Queretaro !            | Querétaro               | O brasão do estado em um campo branco.                                                                           |
|          | Quintana Roo !         | Quintana Roo            | O brasão do estado em um campo branco.                                                                           |
|          | Tlaxcala !             | Tlaxcala                | Um bicolor diagonal de vermelho e branco com o brasão do estado no centro.                                       |

## Bandeiras estadais de facto

Aguascalientes
Baixa Califórnia
Campeche
Chiapas
Chihuahua
Coahuila
Colima
Hidalgo
Michoacão
Morelos
Nayarit
Novo Leão
Oaxaca
Puebla
Sinaloa
Tabasco
Tamaulipas
Veracruz
Zacatecas

## Bandeiras históricas dos estados

Bandeira da Intendência de Guadalajara (1786).
Bandeira das Companhias Militares do Tabasco (1821).
Bandeira do estado libre e soberano de Coahuila e Texas (1835).
Bandeira de Coahuila e Texas (1836).
Bandeira da República de Río Grande (1840).
Bandeira do Soconusco (1843).
Bandeira da República do Iucatã (1841-1848).
Bandeira da República de Sonora (1853).
Bandeira da República de Sonora (1854).
Bandeira da República de Sonora (1857).
Bandeira da República de Baja California (1853).
Bandeira do Estado de Jalisco (1972).
Bandeira do Estado de Jalisco (1998 - 2008).
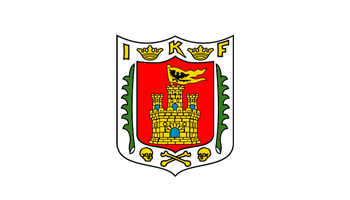
Bandeira do Estado de Tlaxcala (1998 - 2016).
Bandeira do Estado de Iucatã (1998 - 2023).
Bandeira do Estado de Guanajuato (1998 - 2023).